# Niki Zimling
Niki Dige Zimling (Tårnby, Dánia, 1985. április 19. –) dán labdarúgó, aki jelenleg a Club Brugge-ben játszik középpályásként. A dán válogatott tagjaként ott volt a 2012-es Európa-bajnokságon.

## Pályafutása
Zimling ifiként megjárta az AB 70, a Tårnby, a Fremad Amager és a Kjøbenhavns Boldklub csapatait is. Profi pályafutását azonban már a Brøndbyben kezdte meg, 2003-ban. 2003 áprilisában, egy Aalborg elleni kupameccsen debütált. A következő két évben minden sorozatot egybevéve 25-ször játszott és egy gólt szerzett. 2005-ben az Esbjerghez igazolt, ahol azonnal bekerült a kezdőbe. 2009 januárjában lejárt a szerződést, így ingyen az Udineséhez szerződött.
Az olaszoknál nem tudott állandó helyet szerezni magának a kezdőben, 2010 júniusában kölcsönben a NEC Nijmegenhez került. 2011. május 27-én véglegesen is elhagyta a fekete-fehéreket, a Club Brugge-höz igazolt. Négy évre írt alá a belga klubbal, a csapat a hírek szerint 500 ezer eurót fizetett érte.

## Válogatott
Zimling az U21-es dán válogatottal részt vett a 2006-os U21-es Eb-n. A torna után az év dán tehetségének is megválasztották.
2008 februárjában, Szlovénia ellen mutatkozott be a felnőtt válogatottban. Második válogatott mérkőzésére két és fél évet kellett várnia, 2010. november 11-én léphetett legközelebb pályára a nemzeti csapatban, Csehország ellen. Részt vett a 2012-es Eb-n, ahol mindhárom csoportmeccsen játszhatott.

## Fordítás
- Ez a szócikk részben vagy egészben  a   Niki Zimling című angol Wikipédia-szócikk fordításán alapul.  Az eredeti cikk szerkesztőit annak laptörténete sorolja fel. Ez a jelzés csupán a megfogalmazás eredetét és a szerzői jogokat jelzi, nem szolgál a cikkben szereplő információk forrásmegjelöléseként.